# Siqueira Campos (kommun)
Siqueira Campos är en kommun i Brasilien.   Den ligger i delstaten Paraná, i den södra delen av landet, 900 km söder om huvudstaden Brasília. Antalet invånare är 18 446.
Följande samhällen finns i Siqueira Campos:
- Siqueira Campos

Omgivningarna runt Siqueira Campos är en mosaik av jordbruksmark och naturlig växtlighet. Runt Siqueira Campos är det ganska glesbefolkat, med 27 invånare per kvadratkilometer.